# خط طول 22° غرب
خط طول 22° غرب هو أحد خطوط الطول الجغرافية، والتي تمتد من القطب الشمالي الجغرافي إلى القطب الجنوبي الجغرافي، وحسب التحويل الزمني يتأخر خط طول 22° غرب عن خط غرينتش بـ1 ساعات و28 دقيقة.

## من القطب إلى القطب
ينطلق خط طول 22° غرب من القطب الشمالي نحو القطب الجنوبي مرورا بالمناطق التي ترد في الجدول التالي:
| الإحداثيات                         | البلد أو الإقليم أو البحر | ملاحظات |
| ---------------------------------- | ------------------------- | --- |
| 90°0′N 22°0′W / 90.000°N 22.000°W  | المحيط المتجمد الشمالي    | |
| 82°42′N 22°0′W / 82.700°N 22.000°W | جرينلاند                  | Peary Land peninsula                                                                                        |
| 82°28′N 22°0′W / 82.467°N 22.000°W | Independence Fjord        | |
| 81°14′N 22°0′W / 81.233°N 22.000°W | جرينلاند                  | مرورا عبر Danmark Fjord و Gael Hamkes Bay                                                                   |
| 73°19′N 22°0′W / 73.317°N 22.000°W | Foster Bay                | |
| 72°56′N 22°0′W / 72.933°N 22.000°W | جرينلاند                  | جزيرة الجمعية الجغرافية [لغات أخرى]‏ و جزيرة ترايل [لغات أخرى]‏                                               |
| 72°24′N 22°0′W / 72.400°N 22.000°W | المحيط الأطلسي            | بحر غرينلاند                                                                                                |
| 71°44′N 22°0′W / 71.733°N 22.000°W | جرينلاند                  | Jameson Land peninsula                                                                                      |
| 70°29′N 22°0′W / 70.483°N 22.000°W | المحيط الأطلسي            | بحر غرينلاند                                                                                                |
| 66°16′N 22°0′W / 66.267°N 22.000°W | آيسلندا                   | إقليم المضايق peninsula                                                                                     |
| 65°31′N 22°0′W / 65.517°N 22.000°W | Breiðafjörður             | |
| 65°23′N 22°0′W / 65.383°N 22.000°W | آيسلندا                   | |
| 65°6′N 22°0′W / 65.100°N 22.000°W  | Breiðafjörður             | |
| 65°1′N 22°0′W / 65.017°N 22.000°W  | آيسلندا                   | |
| 64°18′N 22°0′W / 64.300°N 22.000°W | Faxaflói                  | |
| 64°9′N 22°0′W / 64.150°N 22.000°W  | آيسلندا                   | مرورا بغرب ريكيافيك                                                                                         |
| 63°50′N 22°0′W / 63.833°N 22.000°W | المحيط الأطلسي            | |
| 60°0′S 22°0′W / 60.000°S 22.000°W  | المحيط الجنوبي            | |
| 74°9′S 22°0′W / 74.150°S 22.000°W  | القارة القطبية الجنوبية   | المقاطعة البريطانية بالقارة القطبية الجنوبية, المطالب الإقليمية بالقارة القطبية الجنوبية by المملكة المتحدة |